# Зови меня мамой
«Зови меня мамой» — российский художественный телесериал с Анной Старшенбаум и Алексеем Барабашем в главных ролях, премьера которого состоялась в октябре 2020 года на телеканале «Россия 1».

## Сюжет
Действие сериала начинается в эпоху коллективизации. Главные герои, Татьяна и Николай, выросшие в карельской деревне, вынуждены уехать в Москву, чтобы спасти свою любовь. Им приходится пройти через много испытаний.

## В ролях
- Анна Старшенбаум — Татьяна.
- Алексей Барабаш — Николай.
- Владимир Капустин — Беркутов
- Юрий Цурило — Григорий Козлов
- Юлия Ауг — Антонина
- Андрей Фролов — Васька Макаров
- Ольга Тумайкина — Марфа
- Дмитрий Муляр — Махов

## Создание и оценки
Сценарий для сериала написали Марина Постникова, Валентин Спиридонов и Дмитрий Терехов. Съёмки проходили главным образом в Москве и Подмосковье. Некоторые сцены сняты в Карелии. Роль карельского вокзала, откуда главная героиня отправляется в Москву, сыграла усадьба Середниково.
Критики ставят сериал в один ряд с советскими картинами «Вечный зов», «Угрюм-река», «Тени исчезают в полдень», отмечая, что это «более локальная вариация» на тему коллективизации, причём снятая преимущественно для женской аудитории. Рецензент интернет-журнала «Лицей» Яна Жемойтелите охарактеризовала сериал как «развесистую клюкву» из-за множества несоответствий историческим реалиям и простой логике.